# Jeff Cowen
Jeff Cowen (* 1966 in New York City) ist ein US-amerikanischer Fotograf, der vor allem durch seine Fotocollagen, seine Streetfotografie und seine Porträts bekannt wurde.

## Kunst und Karriere
Nach seinem Studium an der New York University und der Waseda-Universität in Tokio graduierte er 1988 im Fach Orientalistik. Nach erfolgreichem Abschluss fotografierte er in den Straßen von New York und arbeitete als Assistenz von Larry Clark und Ralph Gibson.
Bilder, die von 1988 bis 1994 in New York entstanden, befinden sich heute zum Teil in der Sammlung der The New York Historical.
Ab 1994 unterrichtete er an der LEAP. Im Laufe der 1990er Jahre wandelte sich Jeff Cowens künstlerischer Ansatz, bedingt durch intensive Studien in den Bereichen Zeichnung und Malerei.
Mitte der 1990er Jahre belegte er Zeichenkurse, die seinen künstlerischen Ansatz auffallend veränderten.
2001 zog er nach Paris, wo er künstlerische und kommerzielle Erfolge feierte. Für seine Ausstellung The Lotus Eaters arbeitete er 2007 mit dem Filmemacher und Autor André Labarthe, Gründer der Cahier du Cinema.
Heute lebt und arbeitet Jeff Cowen in Berlin.

## Fotografie
Jeff Cowens Werke sind durch einen aufwendigen Arbeitsprozess in der Dunkelkammer seines Berliner Ateliers geprägt. Seine Landschaften, Stillleben, Porträts, Akte und abstrakte Arbeiten unterzieht er verschiedenen Prozessen der fotochemischen Bearbeitung. Dabei arbeitet er analog mit Silbergelatine-Fotopapier.

## Ausstellungen (Auswahl)
- 2020: The Lives and Loves of Images. Wilhelm-Hack Museum, Ludwigshafen (Einzelausstellung)
- 2019: 64 Art Works. Art Collection of The New School, New York (Gruppenausstellung)
- 2019: Jeff Cowen. Galerie Wilma Tolksdorf, Frankfurt (Einzelausstellung)
- 2019: Jeff Cowen 30 Works. curated by Eric Schlosser, Museum of Modern Art, Tbilisi (Einzelausstellung)
- 2018: Recent Work. Michael Werner Kunsthandel, Köln (Einzelausstellung)
- 2018: Picture Believer. The Glen Bjørnholt Collection, Oslo (Gruppenausstellung)
- 2018: Elèctric i llunyà. Collection olorVisual, Barcelona (Gruppenausstellung)
- 2017: Jeff Cowen Photoworks 2002 – 2015. Huis Marseille, Museum voor Fotografie, Amsterdam  (Einzelausstellung)
- 2016: Jeff Cowen Photoworks 2002 – 2015. Ludwig Museum, Koblenz (Einzelausstellung)
- 2016: Jeff Cowen Sculpture Photographs. Michael Werner Kunsthandel, Köln (Einzelausstellung)
- 2016: Jeff Cowen Capturing Eclipse. Galerie Wilma Tolksdorf, Frankfurt (Einzelausstellung)
- 2016: Back To The Future Of Photography. DZ Art Collection, Frankfurt (Gruppenausstellung)
- 2016: Fotografies I Dibuixos. Gallery A34, Barcelona (Gruppenausstellung)
- 2015: Jeff Cowen Capturing Eclipse. Kunsthalle Bremerhaven, Bremerhaven (Einzelausstellung)
- 2015: Jeff Cowen. Willas Contemporary, Oslo (Einzelausstellung)
- 2015: Marguerite. Galerie Seine 51, Paris (Gruppenausstellung)
- 2014: Jeff Cowen, Yamamoto Masao, Arno Rafael Minkkinen. Blomqvist Kunsthandel, Oslo (Gruppenausstellung)
- 2014: Hängengeblieben – 25 Jahre Kunstverein Recklinghausen. Kunsthalle Recklinghausen (Gruppenausstellung)
- 2014: The Marseillaise / fifteen years of collecting. Huis Marseille – Museum voor Fotografie, Amsterdam (Gruppenausstellung)
- 2014: Landscapes. Kunstverein Recklinghausen, Recklinghausen (Einzelausstellung)
- 2014: Jeff Cowen. VeneKlasen/Werner, Berlin (Einzelausstellung)
- 2014: PHOTOGRAPHY. Michael Werner Kunsthandel, Köln (Einzelausstellung)
- 2014: Jeff Cowen. Paris Photo 2013, Michael Werner Kunsthandel, Grand Palais, Paris (Einzelausstellung)
- 2014: Jeff Cowen and Yamamoto Masao. Pug Gallery, Norwegen (Gruppenausstellung)
- 2012: The Cross. Nuova Galleria Morone, Mailand (Gruppenausstellung)
- 2012: Jeff Cowen. Photographic works. Michael Werner Kunsthandel, Köln (Einzelausstellung)
- 2011: Jeff Cowen. Gallery Seine 51, Paris (Einzelausstellung)
- 2011: Insight. Art Moscow special project, Moskau (Einzelausstellung)
- 2011: Jeff Cowen. Urs Albrecht, Basel (Einzelausstellung)
- 2010: Scarab. Bernd Klüser, München (Einzelausstellung)
- 2009: Jeff Cowen. Galerie Seine 51 Paris et Galerie Seine 51 Miami (Einzelausstellung)
- 2008: Jeff Cowen. Galerie A34, Barcelona (Einzelausstellung)
- 2008: White. Galerie Seine 51, Paris (Gruppenausstellung)
- 2008: Photo murals. Galerie Bernd Klüser, München (Einzelausstellung)
- 2006: The Lotus-Eaters. Galerie Seine 51, Paris (Einzelausstellung)
- 2006: Fotografies. A/34 Gallery, Barcelona (Gruppenausstellung)
- 2006: Premières rencontres photographiques. Galerie d’Art de Créteil, Créteil (Einzelausstellung)
- 2005: L’art et la guerre. La Filature, Mulhouse (Einzelausstellung)
- 2004: 1987-2004 work. Galerie Seine 51, Paris (Einzelausstellung)
- 2003: Shoot and Die. Galerie Seine 51, Paris (Einzelausstellung)
- 2001:  The Scroll Paintings. The Point Gallery, New York (Einzelausstellung)
- 2001:  Ming Murals. Chaos Night Club, New York (Einzelausstellung)
- 2000:  China Studies, Luise Gallery, New York (Einzelausstellung)
- 1999:  Shoot and Die. Vitrinen Calvin Klein, Bergdorf Goodman, New York (Einzelausstellung)
- 1994: South Bronx, Collegiate School, New York
- 1993:  Jeff Cowen. West 14th Street at The Space, New York, kuratiert von Chris D’Amelio (Einzelausstellung)